# Spermatheca

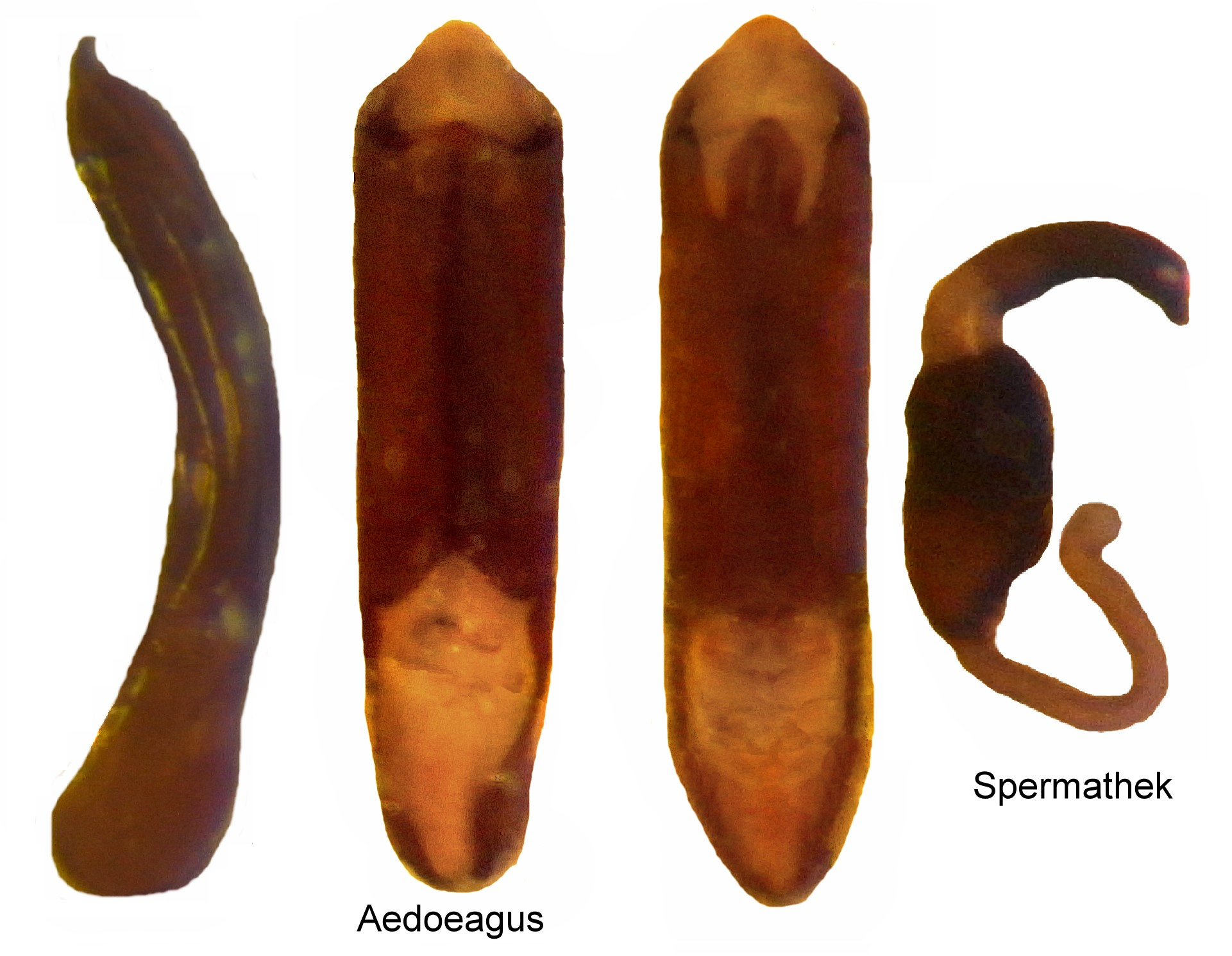
Penis en spermakamer van de vlasaardvlo

De spermatheca of spermakamer is een lichaamsholte die voorkomt bij de vrouwtjes van insecten en bij hermafrodiete rondwormen, waarin de zaadcellen worden opgeslagen.
De spermatheca moet niet worden verward met de spermatofoor, het zaadpakketje van een mannetje. 